# Pedro Galván (militaire)
Pour les articles homonymes, voir Galván.
Pedro A. Galván (1833? – 12 décembre 1892) était un général mexicain qui fut gouverneur intérimaire de l'État de Colima et gouverneur de l'État de Jalisco.
Une rue de la zone résidentielle de Colima porte son nom.

## Carrière militaire
Pedro Galván commença sa carrière militaire en 1854 sous les ordres du Général Ogazón et fut général de brigade du côté des libéraux pendant les guerres de Réforme et d'Intervention, dans laquelle il perdit une jambe en se battant. Il prit part au Plan de Noria de Porfirio Díaz en 1871, tentative de rébellion militaire contre la réélection de Benito Juarez, qui avorta avec la mort de celui-ci en 1872.

## Carrière politique
Il fut élu député fédéral de Jalisco en 1875 et plus tard fut élu second sénateur de cet état en 1877. Le 13 juillet de la même année, il fut déclaré Citoyen de Colima par décret du gouvernement.
Des difficultés au Congrès mexicain poussèrent le Sénat à suspendre l'autorité du gouvernement de Colima. Pedro Galvàn fut dès lors déclaré Gouverneur intérimaire de Colima  (17 juin – 27 septembre 1880).  En tant que gouverneur, il contribua à l'élection du Général Manuel González comme président, il convoqua des élections locales, et il embellit la Place de la Liberté. Son honnêteté et son caractère franc et chevaleresque le firent gagner en popularité.
À sa retraite du poste de gouverneur, il devint Administrateur des Douanes Maritimes à Manzanillo et plus tard, fut réélu comme Sénateur en 1882. À la mort du Général Corona, Galván fut nommé gouverneur de Jalisco en 1889 et fut réélu pour le mandat suivant, durant lequel il mourut, en 1892.

## Sources
- Almada, Francisco R.  Diccionario de historia, geografía y biografía del Estado de Colima.  Colima, Col: Ed. originelle. Chihuahua. 1937.  Ed. moderne.  1939.
- Garibay K., Angel Ma. (Dir.).  Diccionario Porrua: de Historia, Biografía y Geografía de México (2e Ed.).  Porrua: México.  1964.
- Oseguera Velázquez, Juan.  Colima en Panorama: monogafía Histórica, Política y sociológica.  Gobierno de Colima.  Colima, Col.  Mex. 1967.
- Oseguera Velázquez, Juan.  Efemérides de Colima y de México: calendario cívico, festividades, sucesos diversos y anectdotas.  Gobierno de Colima: Colima, Col.  1989.